# Кривобоков Владислав Анатолійович
Владислав Анатолійович Кривобоков (нар. 29 березня 1968, м. Антрацит, Луганська область) — український політик. Колишній голова Народної партії вкладників та соціального захисту. Кандидат у Президенти України на виборах 2004 року. Депутат Луганської обласної ради 2006 і 2010 років за списком КПУ.
Станом на 2007 рік, за версією газети «Комментарии», входив до списку 20 найбагатших людей Луганщини (статки оцінювали в 42 млн доларів), його називали головним спонсором луганського осередку Компартії.

## Життєпис
Владислав Кривобоков народився 29 березня 1968 року в місті Антрацит Луганської області, в сім'ї шахтаря. Навчався у СШ № 5 м. Антрацит з 1975 по 1985 роки.
Закінчив Луганський машинобудівний інститут, факультет «Технологія машинобудування» (1992), інженер-механік; Луганський інститут внутрішніх справ, факультет «Правознавство» (1995).
У 1985—1986 рр. та у 1988—1992 рр. — студент Луганського машинобудівного інституту.
У 1986—1988 роках служив у Групі радянських військ у Німеччині.
З листопада 1993 р. — заступник директора Луганського комунального підприємства «Віктор плюс».
9 січня 1999 року на Кривобокова за кермом автомобіля в Луганську здійснено замах — підприємця поранено чергою з автомата.
На президентських виборах 1999 року підтримав кандидатуру Євгена Марчука.
Станом на 2004 рік — Голова Народної партії вкладників та соціального захисту, Голова громадської організації «Рух за соціальний захист населення» з січня 1997 року.
Кандидат у Президенти України на виборах 2004 року.
Власник кількох торгових центрів і ринків у Луганську. Депутат Луганської обласної ради 2006 року за списком КПУ.
Обраний депутатом Луганської обласної ради 2010 року за списком КПУ, на момент виборів — позапартійний, юрист ТОВ «Східно-Український центр».
У вересні 2013 року ініціював і профінансував установлення в центрі Луганська білборда з фотографією Володимира Путіна та написом російською та англійською мовами «Дякую Путіну за мир!» (рос. Спасибо Путину за мир!, англ. Thanks to Putin for peace!). Таким чином політик висловив вдячність російському політикові за «розв'язання сирійської проблеми».